# Anarmodia remotalis
Anarmodia remotalis là một loài bướm đêm trong họ Crambidae.